# Museo nazionale di Gyeongju
Il museo nazionale di Gyeongju è un museo archeologico con sede a Gyeongju e al suo interno raccoglie principalmente una collezione di reperti risalente al Regno di Silla, di cui la città era capitale.

## Storia e collezione
Il museo fu fondato nel 1945 come branca del museo nazionale della Corea: nel 1968 divenne autonomo con la costruzione di un nuovo edificio e nel 1975 assunse la denominazione attuale. La collezione del museo ha permesso al grande pubblico ma anche a storici ed archeologici di comprendere la nascita della civiltà nel sud-est della Corea del Sud; contiene inoltre oltre alcuni reperti della tradizione popolare del paese come la campana del re Seongdeok, che veniva suonata quando veniva effettuato il sacrificio di un bambino, una serie di corone di Silla e numerosi reperti ritrovati a Anapji e nel tempio di Hwangnyongsa.
Tuttavia il museo dispone di un'ampia collezione, circa 80.000 pezzi, ma soltanto una piccola quantità, 2.500, sono esposti: la vastità di reperti è dovuta al fatto che la struttura dispone di un team di esperti che nel corso degli anni ha effettuato diverse campagne di scavo nelle aree intorno alla città, anche se, a causa del taglio dei finanziamenti a partire dal 1990, queste hanno subito un brusco rallentamento. Nel 2000 inoltre, il governo coreano, ha costruito un grosso magazzino, in grado di ospitare tutti i reperti ritrovati.
Il complesso museale si trova nelle vicinanza delle aree storiche di Gyeongju e quindi delle tombe reali, del giardino di Gyerim, dell'osservatorio di Cheomseongdae e al palazzo Banwolseong.